# British Chess Magazine

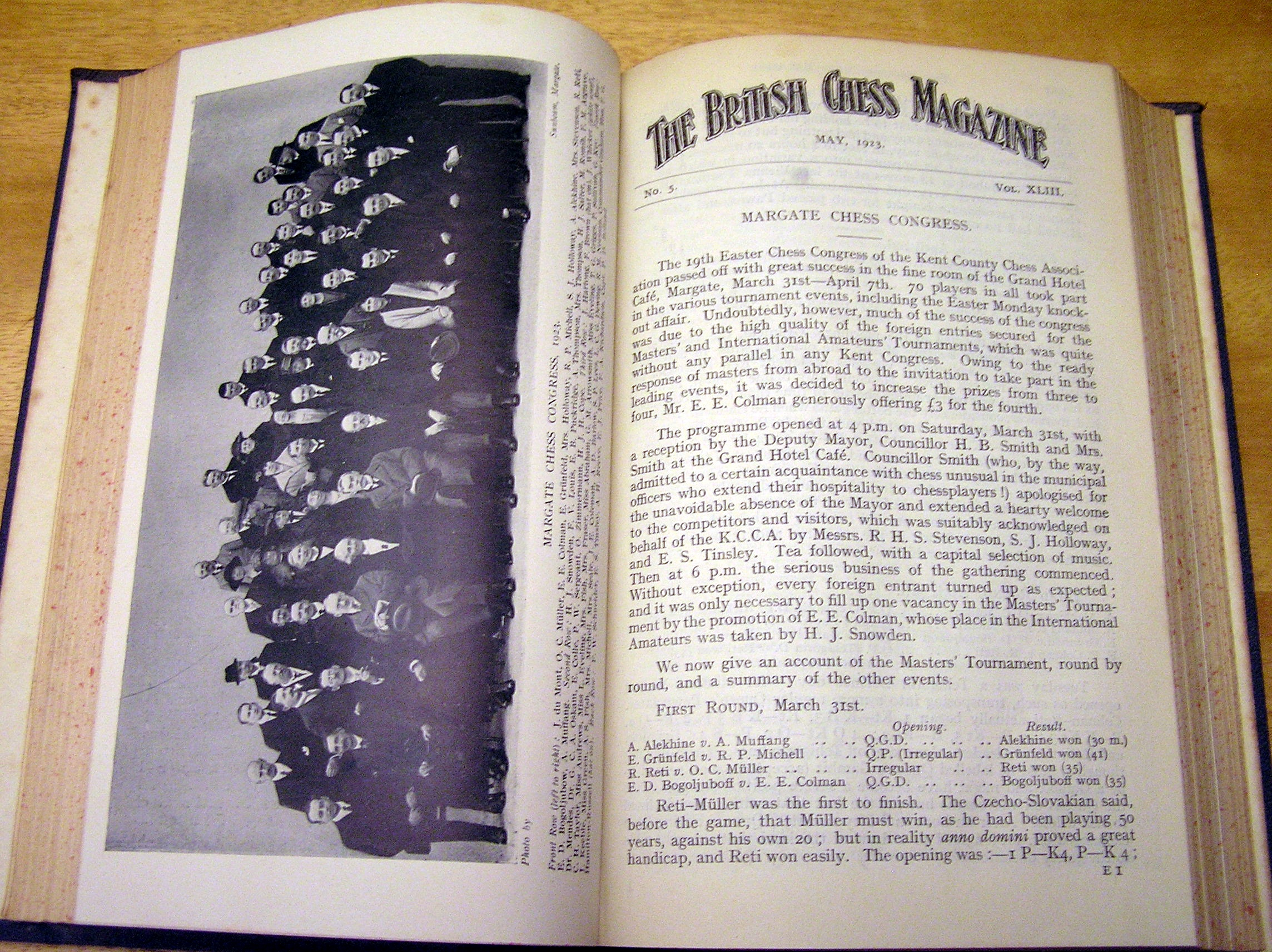
Журнал 1923 года

«Бритиш чесс мэгэзин» (англ. British Chess Magazine, BCM, «Британский шахматный журнал») — старейший шахматный журнал в мире по непрерывности издания. Владелец — Британская шахматная федерация (с 1982). Выходит 1 раз в месяц. Основан в 1881 году, предшественник — журнал «Хаддерсфилд колледж мэгэзин» («Huddersfield College Magazine»), 1872—1880.
В журнале освещаются шахматная жизнь мира и отдельных регионов, соревнования; печатаются исторические и литературные материалы, партии, анализы, различная информация.

## Главные редакторы
- Джон Уоткинсон (1833—1923), основатель и первый главный редактор (1881—1887).
- Роберт Фредерик Грин (1856—1925) (1888—1893).
- Айзек Макинтайр Браун (1858—1934) (1894—1920).
- Ричард Гриффит (1872—1955) (1920—1937 и несколько месяцев в 1940 году).
- Гарри Голомбек (1911—1995) (1938—1940).
- Джулиус Дюмон (1881—1956) (1940—1949).
- Брайан Рейли (1901—1991), (1949—1981).
- Бернард Кафферти (р. 1934) (1981—1991).
- Марри Чандлер (р. 1960) (1991—1999).
- Джон Саундерс (р. 1953), (1999—2010).
- Стив Гиддинс (р. 1961) (2010—2011).
- Джеймс Пратт (р. 1959), Джон Апхэм (р. 1960) и Шон Толбут (р. 1958), соредакторы (с 2011 года).

## Ссылка
- Официальная страница